# Galanziere
Il termine galanziere identifica il marinaio addetto al trasporto marittimo della "galanza" termine che indica la galena, minerale di piombo estratto dalle miniere del Sulcis-Iglesiente.
I galanzieri operavano su barche in legno dette "bilancelle" su varie tratte fra la costa dell'Iglesiente, dove si trovavano le miniere (Buggerru, Cala Domestica), e l'isola di San Pietro.  Il minerale caricato dall'isola madre e veniva trasportato a Carloforte dove era stoccato in magazzini in riva al mare e da qui poi caricato sulle navi che lo prelevavano per portarlo a destinazione. I galanzieri erano quindi nella totalità carlofortini.
Il mestiere di galanziere era durissimo e pericoloso: le operazioni di carico e scarico avvenivano a braccia e la navigazione era a vela o a remi.
La memoria dell'epoca dei galanzieri è tuttora vivissima fra i carlofortini ed essi vengono portati ad esempio della capacità di resistenza e fierezza non solo fisica della popolazione. L'epoca dei galanzieri fu contraddistinta anche dalle prime lotte sociali per avere condizioni di lavoro e di paga umane. Protagonista di queste lotte fu Giuseppe Cavallera, medico piemontese che, trasferitosi a Carloforte, vi portò le idee socialiste.